# Macropsychanthus dolichobotrys
Macropsychanthus dolichobotrys är en ärtväxtart som beskrevs av Holthuis. Macropsychanthus dolichobotrys ingår i släktet Macropsychanthus och familjen ärtväxter. Inga underarter finns listade i Catalogue of Life.